# المغرب في الألعاب البارالمبية الصيفية 1988
شارك المغرب في الألعاب البارالمبية الصيفية 1988 والتي أقيمت في سيؤول بكوريا الجنوبية بفريق مكون من 14 رياضي.